# Maia (higo)
Maia es un cultivar de higuera tipo San Pedro Ficus carica bífera es decir con dos cosechas por temporada, las brevas-Lampos de primavera-verano que son partenocárpicos, y los higos-vindimos los higos de verano-otoño que solamente los desarrolla mediante el polen de una higuera macho cabrahigo, de piel con color de fondo verde claro y con sobre color amarillo claro en la zona del cuello y en bandas estrechas en algunas costillas, presenta color de transición amarillo verdoso. Se cultivan principalmente en Loulé en el Algarve, (Portugal).

## Sinonimias
- „Figo Maia“,[5][6][7][8]

## Historia
Dentro de la Unión Europea, España es, junto a Grecia y Portugal, el mayor productor de higos.
El cultivo extensivo de las higueras era tradicional en Portugal, especialmente en las regiones del Algarve, Moura, Torres Novas y Mirandela, así como en los archipiélagos de Madeira y de Azores. Se cosechaban los llamados « "figos vindimos" », que tenían como destino el mercado de los higos secos, para el consumo humano o industrial, pero también para la alimentación de los animales,
Era un higueral de baja densidad, entre 100 y 150 higueras por hectárea, con árboles de gran porte, baja productividad y mucha mano de obra. Todo esto, unido a la fuerte competencia de los higos provenientes del norte de África y Turquía, provocó un progresivo abandono de este cultivo.
Hoy día se está recuperando, pero orientada la producción para su consumo en fresco, imponiéndose variedades más productivas adaptadas a las exigencias y gustos del mercado, aumentando las densidades de plantación e incluso aportando la posibilidad de riego. La producción de higos para el mercado de fruta fresca tiene dos épocas distintas de producción. Una en mayo, junio y julio, que es la época de los « "figos lampos" » (brevas); y otra en agosto y septiembre, hasta las primeras lluvias, que es la época de los « "figos vindimos" » (higos).
Portugal reúne las mejores condiciones edafoclimáticas para la producción de higos, en Europa es el primer país en cosechar brevas, y en colocarlas en los mercados para consumo en fresco. La variedad 'Maia' se conserva cultivada en el « Polo de Atividades do Instituto Nacional de Investigação Agrária e Veterinária », en Alcobaza, donde a lo largo de varios años se ha realizado un trabajo de recolección de material vegetal de varios puntos del país, con una colección de higueras, con el objetivo de preservar la diversidad genética de las variedades regionales. Ampliamente cultivada en Loulé, en el Algarve.
La variedad 'Maia' también se encuentra cultivada en la colección de higueras del "Conservatoire botanique national méditerranéen de Porquerolles".

## Características
La higuera 'Maia' es una variedad bífera, del tipo San Pedro. Higuera cultivada para la producción de brevas-lampos, que son de un calibre grande y de una prolífica producción.
Los árboles 'Maia' tienen porte esparcido de ramas colgantes, con una tendencia alta de formación de rebrotes, de vigor medio, con yema apical cónica de tamaño medio, de color verde. Sus hojas predominantes son trilobuladas, con sus lóbulos palmeados, con bordes crenados, y la forma de la base cordiforme. Presenta una cosecha mediana de brevas-lampos de gran calibre (10 brevas / kg) que maduran en la segunda quincena de junio, son de forma turbinada, fruto no simétrico, con cuello grueso, y con pedúnculo muy corto, grueso y fácil abscisión del pedúnculo, las escamas del pedúnculo muy pequeñas verde claro; piel lisa elástica brillante, sin grietas; con color de fondo verde claro y con sobre color amarillo claro en la zona del cuello y en bandas estrechas en algunas costillas, presenta color de transición amarillo verdoso; color del ancho receptáculo blanco; pulpa color claro; cavidad interna muy pequeña o ausente, con una cantidad de aquenios media, de tamaño medio; buenas cualidades organolépticas, de sabor dulce fundente jugoso; textura fina; calidad muy buena tanto para consumo en fresco como seco; Inicio de la maduración muy precoz; Tienen una manipulación razonable debido a su piel fina pero resistente.

## Cultivo
'Maia' se trata de una variedad muy adaptada al cultivo de secano, con excelente producción de brevas de buen tamaño y características que la hacen potencialmente muy atractiva para comercializar para su consumo en fresco. Se cultivan principalmente en Loulé, en el Algarve (Portugal),